# Pôle d'échanges

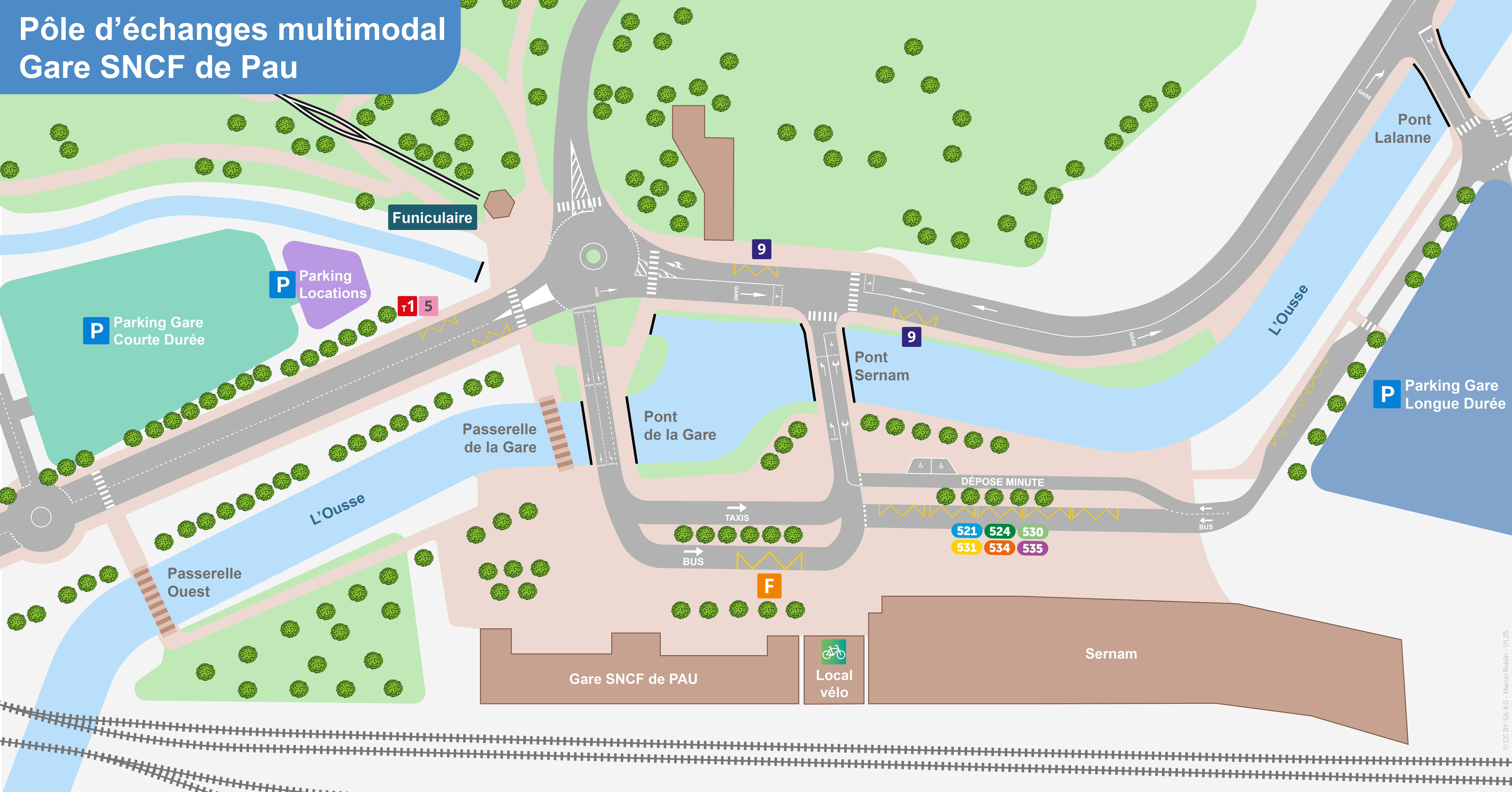
Plan du pôle d'échange de la Gare de Pau

Un pôle d'échanges (en anglais : interchange station) est un lieu ou espace d'articulation des réseaux qui vise à faciliter les pratiques intermodales entre différents modes de transport de voyageurs. Les pôles d'échanges peuvent assurer, par leur insertion urbaine, un rôle d'interface entre la ville et son réseau de transport.

## Terminologie
La notion de pôle d'échanges en France est récente. Elle est utilisée essentiellement dans le domaine du transport de personnes depuis les années 1990. Dans le domaine du fret, on utilise la notion voisine de plate-forme multimodale. En France, d’autres termes, voisins de pôles d’échanges, sont parfois utilisés tels que pôle d’interconnexion ou pôle d’intermodalité, complexe d’échanges et station nodale.

## Caractéristiques et fonctions

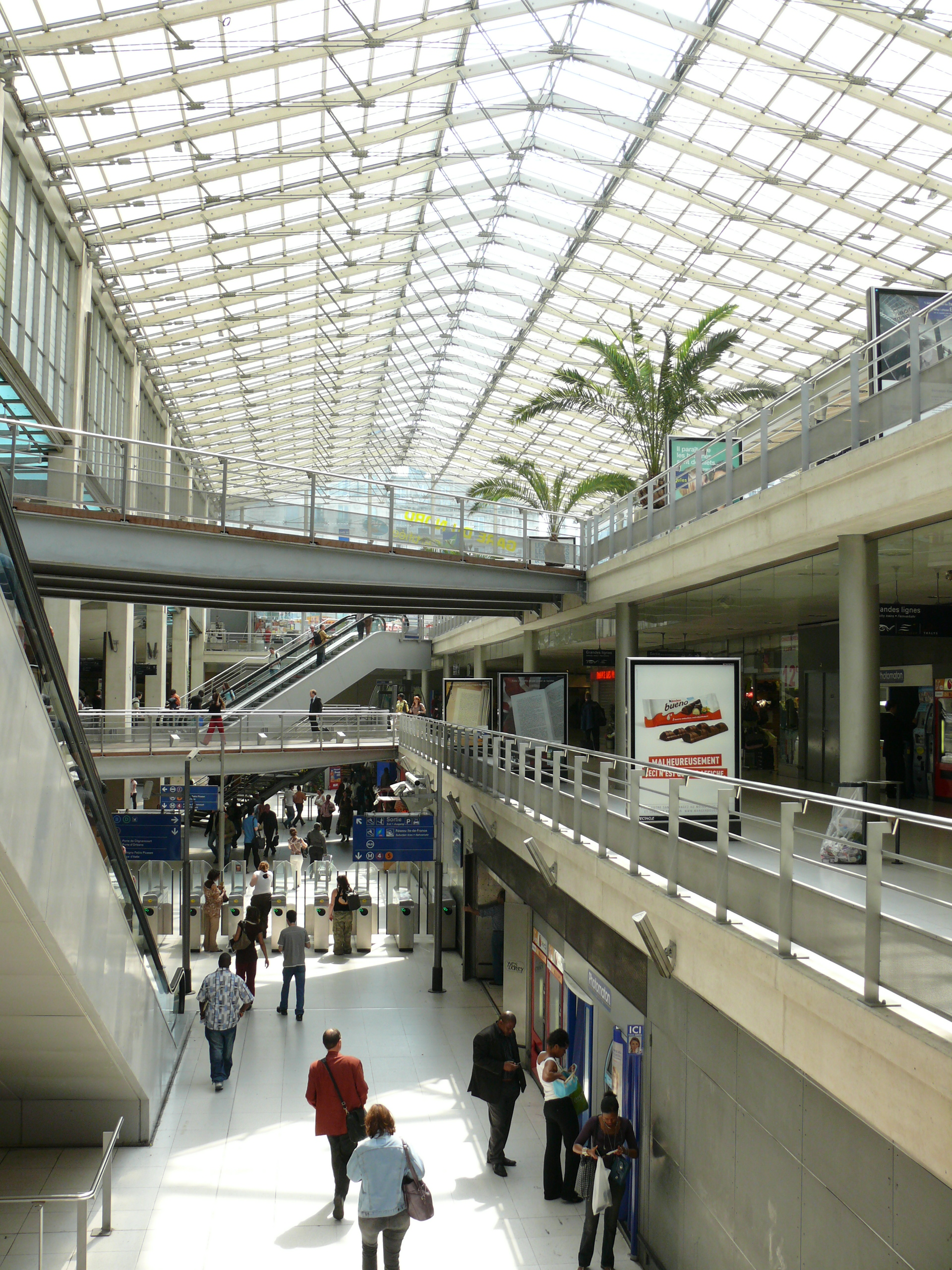
Le nouveau pôle d'échange de la gare du Nord.

Les pôles d'échanges se distinguent par la variété des modes de transport qu'ils réunissent en un même lieu : marche à pied, vélo, autobus, tramway, métro, train ou avion. La voiture particulière est souvent associée aux autres modes dans les pôles d’échanges. Les pôles qui privilégient spécifiquement l’interface entre automobile et transport public sont appelés parcs relais et désignés par le sigle international P+R.
Les pôles d’échanges ne se réduisent pas à l’association technique de réseaux de transport. Ils possèdent également une fonction urbaine qui s’intéressent à l’insertion du lieu dans son environnement. La fonction des services est la troisième composante des pôles d’échanges. Les services dans les pôles d’échanges peuvent être relatifs au transport (billettique, signalétique, tarification, etc.), à l’urbain (information sur la ville, activités, etc.), ou transversaux (aménités, sécurité, etc.). 
Les pôles d’échanges répondent à trois objectifs, qui ne sont pas toujours compatibles : 
- favoriser les correspondances, qui demeure le rôle initial du nœud ;
- améliorer l’accès des usagers au réseau de transport en démultipliant l’accessibilité du lieu ;
- assurer l’accès à la ville et l’insertion urbaine de cette polarité.

## Diversité
Les pôles d'échanges peuvent être de taille très variable, depuis la simple association d’arrêts de bus à l’image des points clés en banlieue parisienne jusqu'à des dispositifs de grande taille associant de multiples modes de transports et des opérations urbaines d’envergure (centre commercial, logement, bureaux, etc.) en passant par la plupart des gares ferroviaires qui se transforment en pôles d’échanges. Les grands pôles d’échanges en France sont, par exemple, La Défense et la Gare du Nord à Paris, la Gare de Lyon-Part-Dieu et la Gare de Lyon-Perrache à Lyon, l’espace nodal des gares de Lille-Flandres et Lille-Europe à Lille.

## Exemples

### En France
- Gare Viotte à Besançon

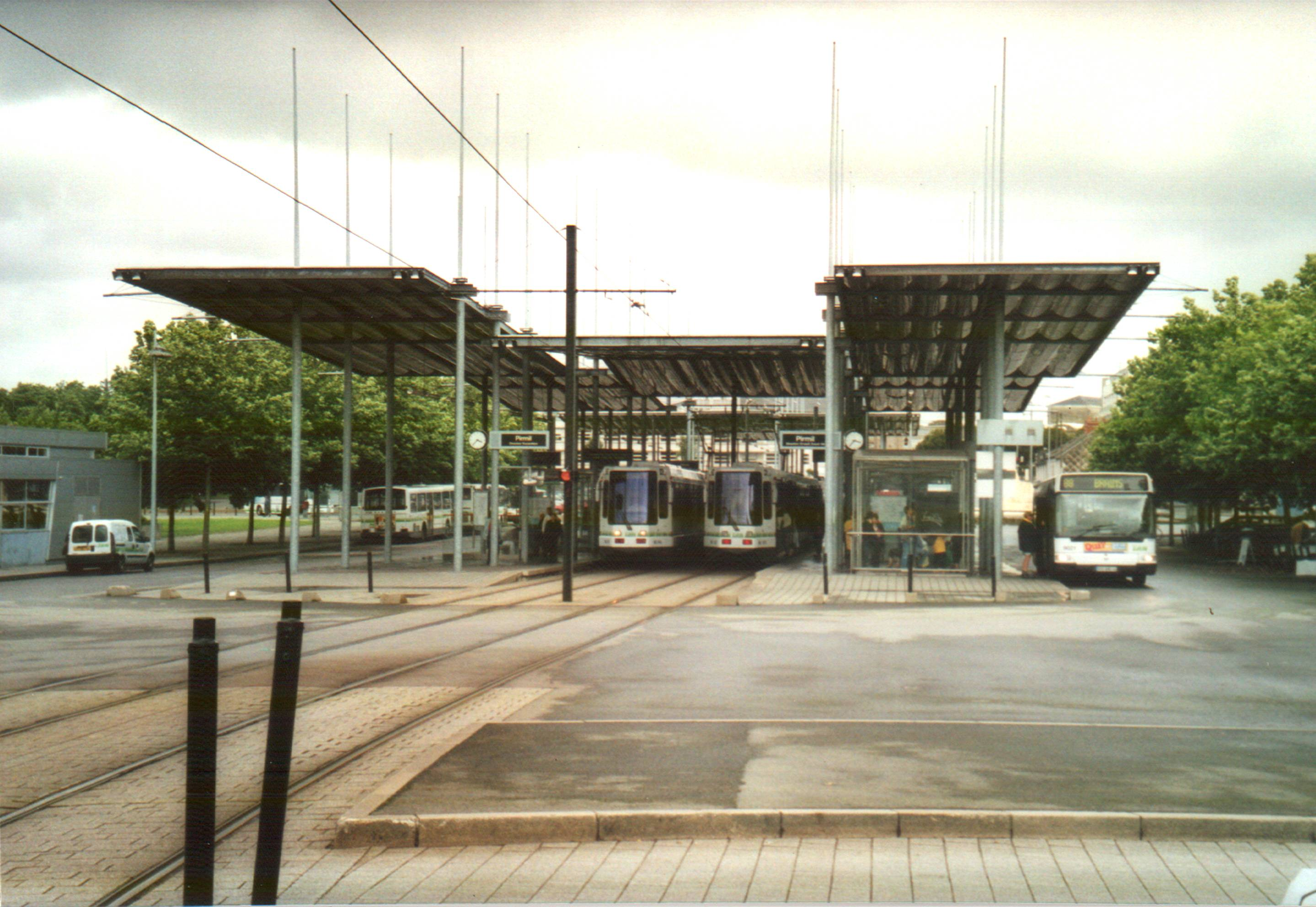
La station Pirmil, un pôle d'échange de Nantes : tram/bus/P+R.

- Gare de Strasbourg-Ville à Strasbourg
- Gare de Lyon Part-Dieu à Lyon
- Gare de Perrache à Lyon
- Gare de Lille-Flandres à Lille
- Gare de Saint-Étienne-Châteaucreux à Saint-Étienne
- Gare SNCF à Roanne
- Centre intermodal d'échanges de Limoges
- Gare du Nord à Paris
- Gare de La Défense à Puteaux
- Station de métro Arènes, à Toulouse
- Gare de Versailles-Chantiers à Versailles
- Station « Commerce » à Nantes
- Gare de Haluchère-Batignolles à Nantes
- Gare SNCF à Perpignan
- Gare de Marseille-Saint-Charles à Marseille
- Station de métro Capitaine Gèze à Marseille
- Gare de Rennes à Rennes

### Autres pays
- King's Cross St. Pancras à Londres, au Royaume-Uni
- Lehrter Hauptbahnhof à Berlin
- Gare d'Atocha à Madrid, en Espagne
- Gare de Milano Centrale à Milan, en Italie
- Union Station à Toronto, au Canada
- Gare intermodale de Saint-Jérôme au Canada
- Gare de Pékin-Sud en Chine
- Gare de Pékin en Chine
- Gare de Shanghai en Chine
- Gare de Shanghai-Hongqiao en Chine
- Gare de Kyoto (京都駅) à Kyoto, au Japon